# Východ Měsíce, Hernandez, Nové Mexiko

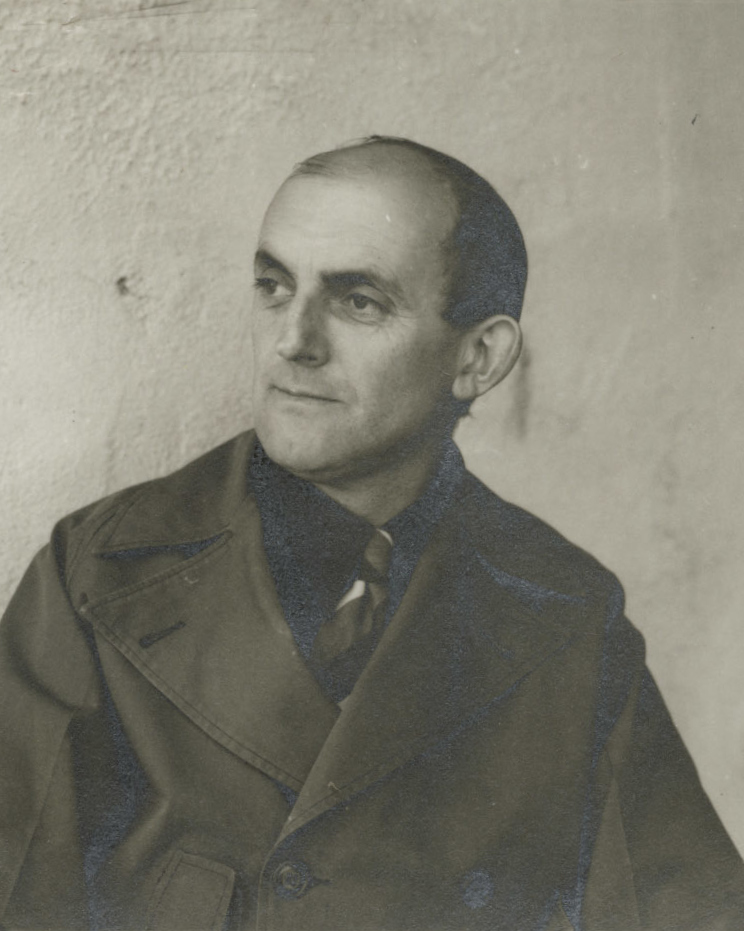
Ansel Adams, asi 1941, archiv U.S. Civil Service Commission

Východ měsíce, Hernandez, Nové Mexiko (anglicky: Moonrise, Hernandez, New Mexico) je černobílá fotografie pořízená Anselem Adamsem pozdě odpoledne 1. listopadu 1941, z okraje dálnice USA 84 / USA 285 v neregistrované komunitě Hernandez v Novém Mexiku.

## Historie a popis
Fotografie ukazuje vycházející Měsíc na dominující černé obloze nad skromnými obydlími, kostelem a křížem, hřbitovem se zasněženými horami v pozadí. Adams zachytil jediný snímek, zapadající Slunce osvětlilo bílé kříže a budovy. Historik umění H. W. Janson nazval fotografii „dokonalým spojením přímé a čisté fotografie“.
Fotografie se stala tak populární a sběratelskou, že Adams z ní během své kariéry osobně vytvořil přes 1300 fotografických tisků. Sláva fotografie vzrostla, když se jeden tisk z roku 1948 prodal v aukci za 71 500 dolarů v roce 1971 (478,400 dolarů v roce 2021); stejný tisk se v roce 2006 prodal za 609 600 dolarů (819,400 dolarů v roce 2021) na aukci Sotheby's.

## Vznik
V říjnu 1941 ministr vnitra Harold Ickes najal Adamse na šest měsíců, aby vytvořil fotografie zemí pod jurisdikcí ministerstva vnitra pro použití jako nástěnné obrazy pro výzdobu nového ministerstva. Adamse na dlouhé cestě po západě doprovázel jeho malý syn Michael a jeho nejlepší přítel Cedric Wright. Přišli na místo při cestě údolím řeky Chama směrem k Españole prvního listopadu pozdě odpoledne (viz odstavec "Datování" níže); a popisy toho, co se stalo, se značně liší.

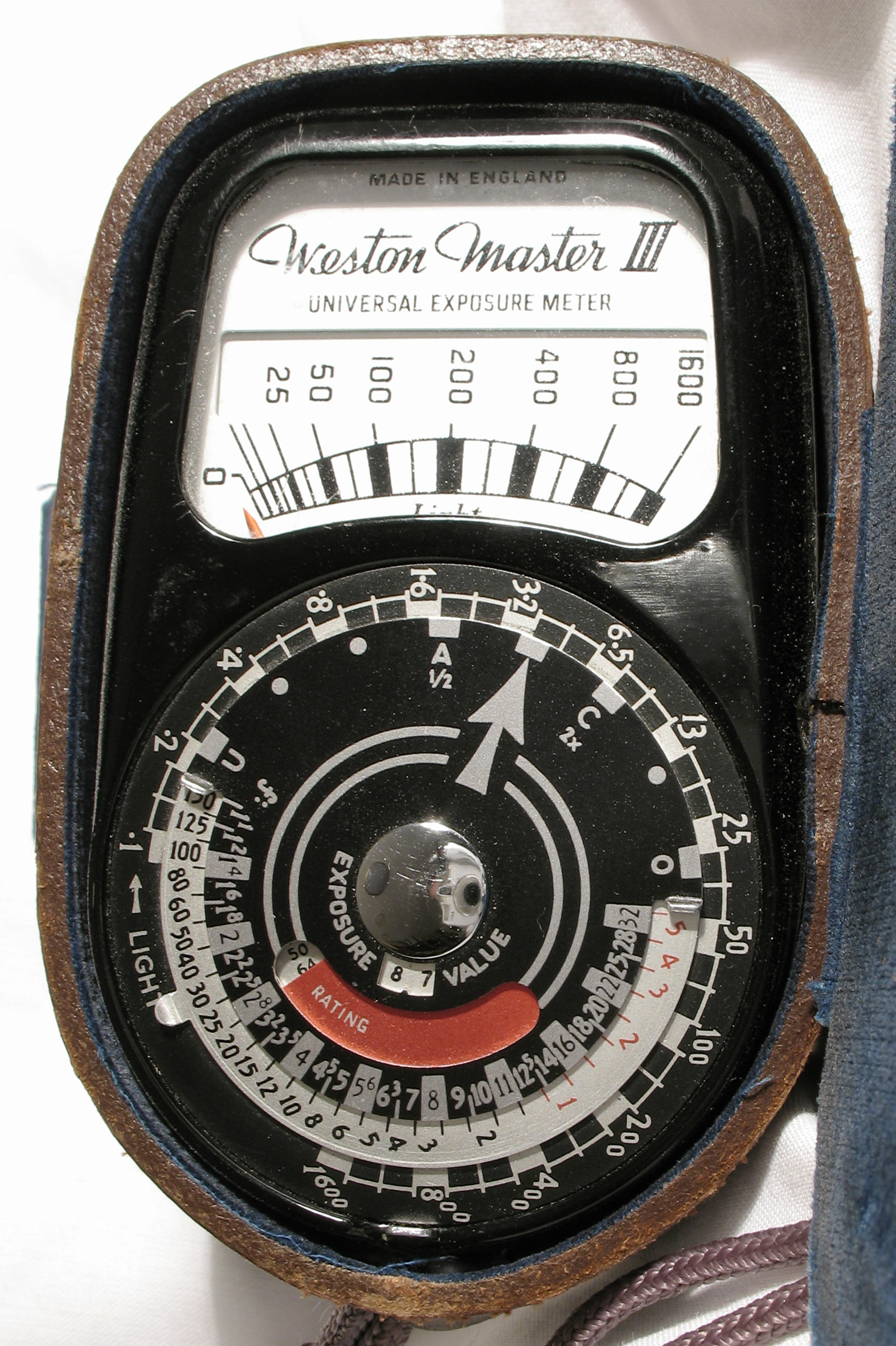
Příklad Westonova expozimetru. Ze zařízení se získá průměrná hodnota světla a šipka na kruhovém panelu se otočí přes hodnotu, čímž se získá rozsah kombinací clony a rychlosti závěrky, které by správně exponovaly scénu.

Poprvé byl Východ Měsíce zveřejněn na konci roku 1942, na dvou stranách v US Camera Annual 1943, který byl vybrán "fotorozhodcem" U. S. Camera Edward Steichen. V této publikaci Adams uvedl následující příspěvek: 
Bylo to po západu slunce, na vzdálených vrcholcích a mracích byla soumraková záře. Průměrné světelné hodnoty popředí se nacházely na expozimetru Weston Master na "U"; hodnoty Měsíce a vzdálených vrcholů zřejmě neležely výše než „A“... Někdo může tuto fotografii považovat za „tour de force“, ale já ji považuji za docela normální fotografii typické krajiny Nového Mexika. Fotografování za šera je bohužel opomíjeno; to, co může být za denního světla fádní a nezajímavé, může nabývat velkolepé kvality v polosvětle mezi západem Slunce a tmou.
Ansel Adams 
Adamsovy pozdější příspěvky byly dramatičtější. V jeho autobiografii, kterou dokončila jeho asistentka a editorka Mary Street Alinderová krátce po jeho smrti v roce 1984, spolucestující spatřili „fantastickou scénu“ s kostelem a hřbitovem poblíž Hernandezu v Novém Mexiku, a sjeli na kraj silnice. Adams křičel na svého syna Michaela a na Wrighta: „Ber to! Berte to, proboha! Nemáme moc času!" Zoufale se snažili zachytit snímek v slábnoucím světle, snažili se nastavit stativ a fotoaparát, protože věděli, že zbývají jen okamžiky, než světlo zmizí.
Adams podal podobnou zprávu ve své knize z roku 1983 Examples: The Making of 40 Photographs (Příklady: Vznik 40 fotografií):
Nemohl jsem najít svůj expozimetr Weston! Situace byla zoufalá: nízké Slunce se zapadalo za okrajem mraků na západě a na bílé kříže dopadne brzy stín... Najednou jsem si uvědomil, že znám jas Měsíce – 250 cd/ft2. Pomocí vzorce expozice jsem umístil tuto hodnotu na zónu VII... Když jsem spustil závěrku, uvědomil jsem si, že mám neobvyklou fotografii, která si zaslouží duplikát negativu, rychle jsem otočil držák filmu, ale když jsem vytáhl zatemňovací desku, sluneční světlo z bílých křížů zmizelo. Měl jsem pár sekund zpoždění! Jediný negativ se najednou stal velmi cenným.
Ansel Adams

## Datování vzniku fotografie
Beaumont Newhall, fotograf, kurátor a Adamsův přítel, se podivoval, že Adams neznal datum a čas pořízení fotografie. Zatímco si Adams pamatoval, že fotografie byla pořízena na podzim, různě uváděl rok 1940, 1941 a 1942 – přestože snímek byl zveřejněn v letech 1943–1944.
Newhalla zajímalo, zda mohou poskytnout odpověď astronomické informace zachycené na fotografii , a tak se obrátil na Davida Elmora z observatoře v Boulderu v Coloradu. Elmore se zaměřil na podzimní měsíce roku 1941 až 1944 a našel pro snímek 36 věrohodných dat. Elmore určil pravděpodobné umístění a směr pro kameru podél dálnice. Pomocí těchto informací o poloze pak zakreslil zdánlivou polohu Měsíce na obrazovce svého počítače pro tato data, aby našel shodu. Elmore dospěl k závěru, že Východ Měsíce byl pořízen 31. října 1941, ve 4:03 odpoledne Adams Elmorovi za určení data poděkoval a použil toto datum v několika následujících publikacích, včetně své knihy z roku 1983: Examples: The Making of 40 Photographs, která používala datum, ale zaokrouhlovala čas na 4:05. odpoledne.
Dennis di Cicco z časopisu Sky &amp; Telescope četl o Elmoreových výsledcích a pokusil se je ověřit. Zadal polohu, směr a čas do programu, který zobrazoval polohu Měsíce, ale výsledná poloha snímku Východ Měsíce neodpovídala. Nesrovnalost ho zaujala a po přerušované práci v průběhu příštích deseti let, včetně návštěvy místa, v roce 1991 dospěl k závěru, že „Adams byl na okraji staré vozovky, asi 50 stop západně od místa moderní dálnice, kterou Elmore identifikoval“. Jeho výpočty určily, že snímek byl pořízen ve 4:49:20 odpoledne dne 1. listopadu 1941. Zkontroloval své výpočty s Elmorem, který souhlasil s výsledkem Dennise Di Cicca. Elmore byl vyveden z omylu zkreslením svého počítačového monitoru s dodatečným nepatrným rozdílem v Adamsových souřadnicích. V roce 1981 neměl CGA displej IBM PC poměr stran pixelu 1:1; vykreslovací software by musel kompenzovat tento poměr stran, aby vytvořil izotropní graf.